# Mühlberg-Ensemble

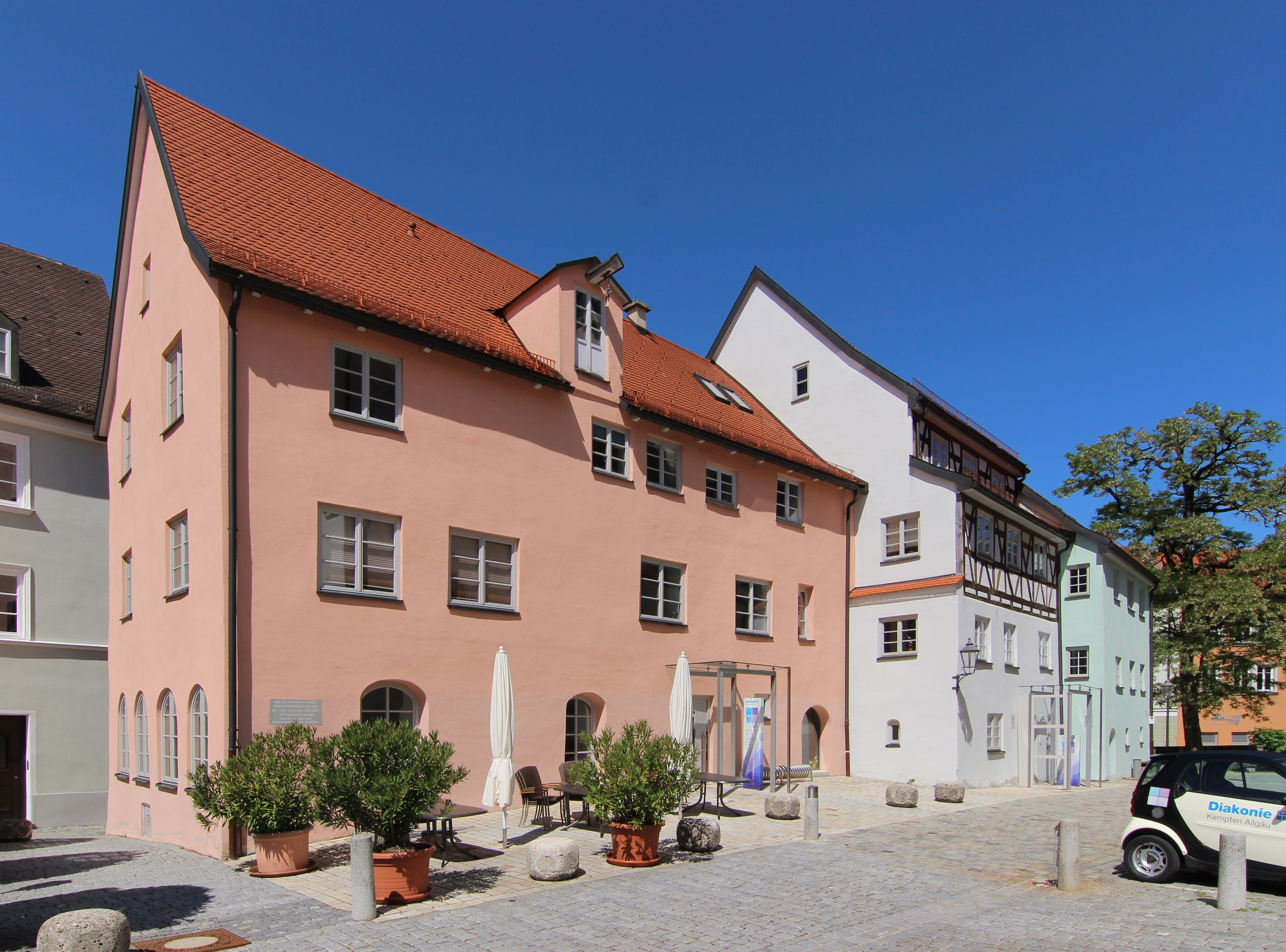
Das Mühlberg-Ensemble in Kempten, von links: Nr. 12, 10 und 8

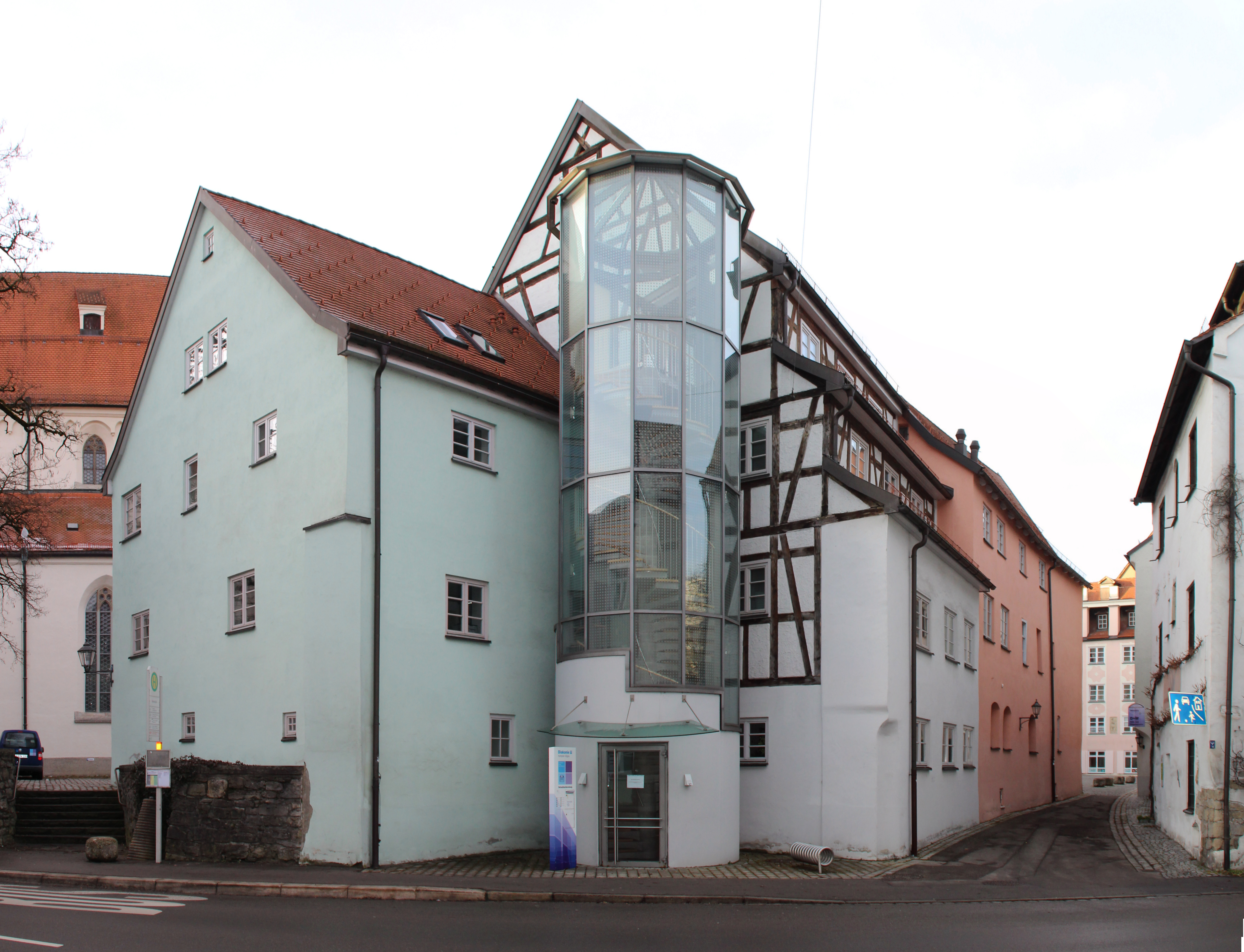
Das Mühlberg-Ensemble von der Illerstraße aus gesehen, von links: Nr. 8, 10 und 12

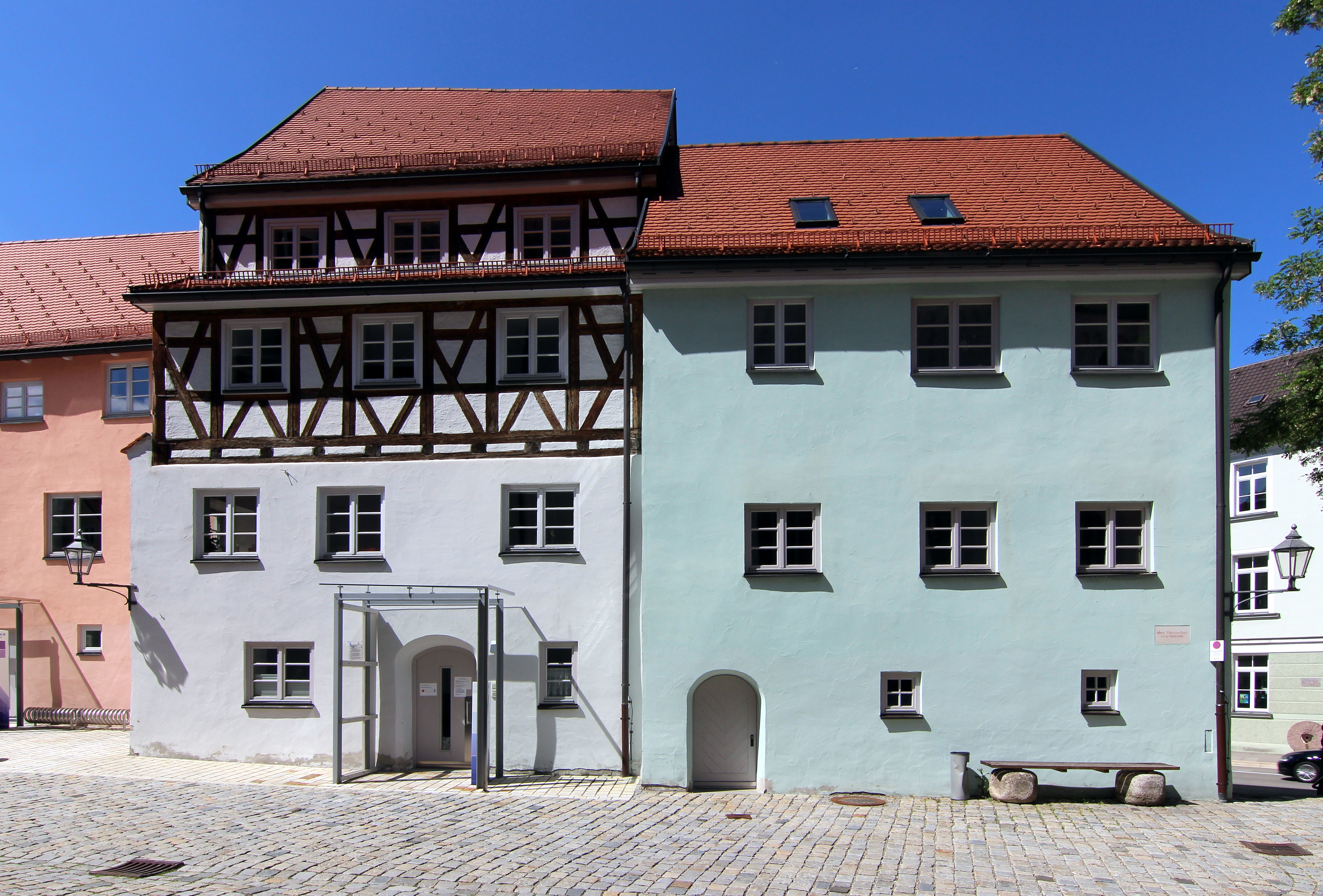
Gebäude mit den Nummern 10 und 8

Das Mühlberg-Ensemble ist eine denkmalgeschützte spätmittelalterliche Häusergruppe in Kempten (Allgäu). Die drei gestaffelten Häuser tragen die Adressen St.-Mang-Platz 8, 10 und 12 und stehen nördlich der Pfarrkirche St. Mang. Besondere Bekanntheit erlangte die Häusergruppe durch umfangreiche Funde in den Fehlböden und Wandverkleidungen, die während Ausgrabungsarbeiten im Vorfeld und parallel zu den Sanierungsarbeiten im Winter 1996/1997 geborgen wurden.

## Beschreibung und Geschichte
Die drei Häuser bilden die Nordseite des Kirchenbezirks um die St. Mang-Kirche. Ursprünglich stand am Ostende der Reihe in Richtung Alter Pfarrhof (St.-Mang-Platz 6) ein weiteres Haus, das bei einem Eisgang auf der Iller zusammen mit Teilen der Stadtmauer zerstört und nicht wieder aufgebaut wurde. Das Haus Nr. 12 wurde nach den Ergebnissen der dendrochronologischen Untersuchung 1289 erbaut und ist damit das vermutlich älteste Gebäude in Kempten sowie eines der ältesten noch erhaltenen, aus Stein errichteten Wohnhäuser in Deutschland.
Den Namen Mühlberg-Ensemble erhielt die Häusergruppe während der Sanierung und dem Umbau zum Haus Lichtblick der Diakonie; er bezieht sich auf die nördlich an den Häusern gelegene Gasse Mühlberg.

### St.-Mang-Platz 8
Das Objekt mit der Hausnummerierung 8, das irrtümlich auf einer Haustafel als „Altes Mesnerhaus“ bezeichnet wird, hieß früher Vorsingerhaus, weil dort die für die Kirchenmusik zuständigen Kantoren wohnten.
Es ist ein dreigeschossiger Satteldachbau. Der Bau wurde 1356 in Fachwerk- und Ständerbohlenbauweise errichtet. Es hat einen Rundbogeneingang.

### St.-Mang-Platz 10
Nummer 10 war das eigentliche Mesnerhaus. Es ist ein dreigeschossiges Traufseithaus mit Satteldach und wurde 1354 errichtet. Das Erdgeschoss dieses Hauses basiert auf einer Hofmauer von Haus Nr. 12. Auf diese steinerne Hofmauer wurden zwei Fachwerkgeschosse aufgesetzt. Das heute sichtbare Fachwerk des obersten Geschosses stammt aus dem 1. Viertel des 18. Jahrhunderts.

### St.-Mang-Platz 12
Das Haus Nummer 12 trägt den historischen Hausnamen Seelhaus zum Steg und ist ein dreigeschossiger Giebelbau aus Stein. Es wurde 1289 errichtet; 1395 wurde der Dachstuhl erneuert, der heute noch erhalten ist. Den Beinamen zum Steg erhielt das Gebäude, weil ein Verbindungssteg von der Nordseite des zweiten Obergeschosses über den Mühlberg hinweg in das gegenüberliegende Haus führte. Dieser überdachte Steg war noch im 19. Jahrhundert vorhanden und ist auf der detaillierten Stadtansicht von 1628 erkennbar.
Das Gebäude wurde vermutlich 1289 im Auftrag des Stadtherren, des Fürstabts, errichtet und zum Seelhaus bestimmt, um Pilger, Reisende oder Bedürftige unterbringen zu können. Im zweiten Obergeschoss befand sich eine große Herdstelle, die eine Versorgung von vielen Personen ermöglichte. 1394 wird im Stiftkemptischen Salbuch eine Schwesterngemeinschaft im „Seelhaus zum Steg“ erwähnt („swestran ze dem steg“).
Nach der Mitte des 15. Jahrhunderts war die Schwesterngemeinschaft anscheinend erloschen und das Haus baufällig, denn 1469 stiftete die Kemptener Bürgerin Agnes Wyssach Geld zur Gebäudeinstandsetzung und zur Wiedereinrichtung einer Schwesterngemeinschaft. 1470 gelang es Wyssach, beim Augsburger Bischof einen Bestätigungsbrief für das neue Seelhaus zu bekommen. Neben den täglichen Gebeten verpflichtete Wyssach die Gemeinschaft, jährlich zu vier gesprochenen Messen und zwei gesungenen Ämtern in der Kapelle St. Stephan (Keckkapelle), wofür Wyssach auch zwei Gebetbücher schenkte. Die Mitglieder der Laiengemeinschaft waren angehalten, einen frommen Lebenswandel in der imitatio Christi zu pflegen.
Wie lange die Schwesterngemeinschaft das Gebäude nutzte, ist unklar; um 1600 gehörte das Haus einem Kemptener Patrizier. Ob es kurz nach 1500 eventuell für den Bau des Frauenklosters St. Anna am Neustätter Tor verkauft wurde, ist zu vermuten, aber nicht belegt.

## Archäologie

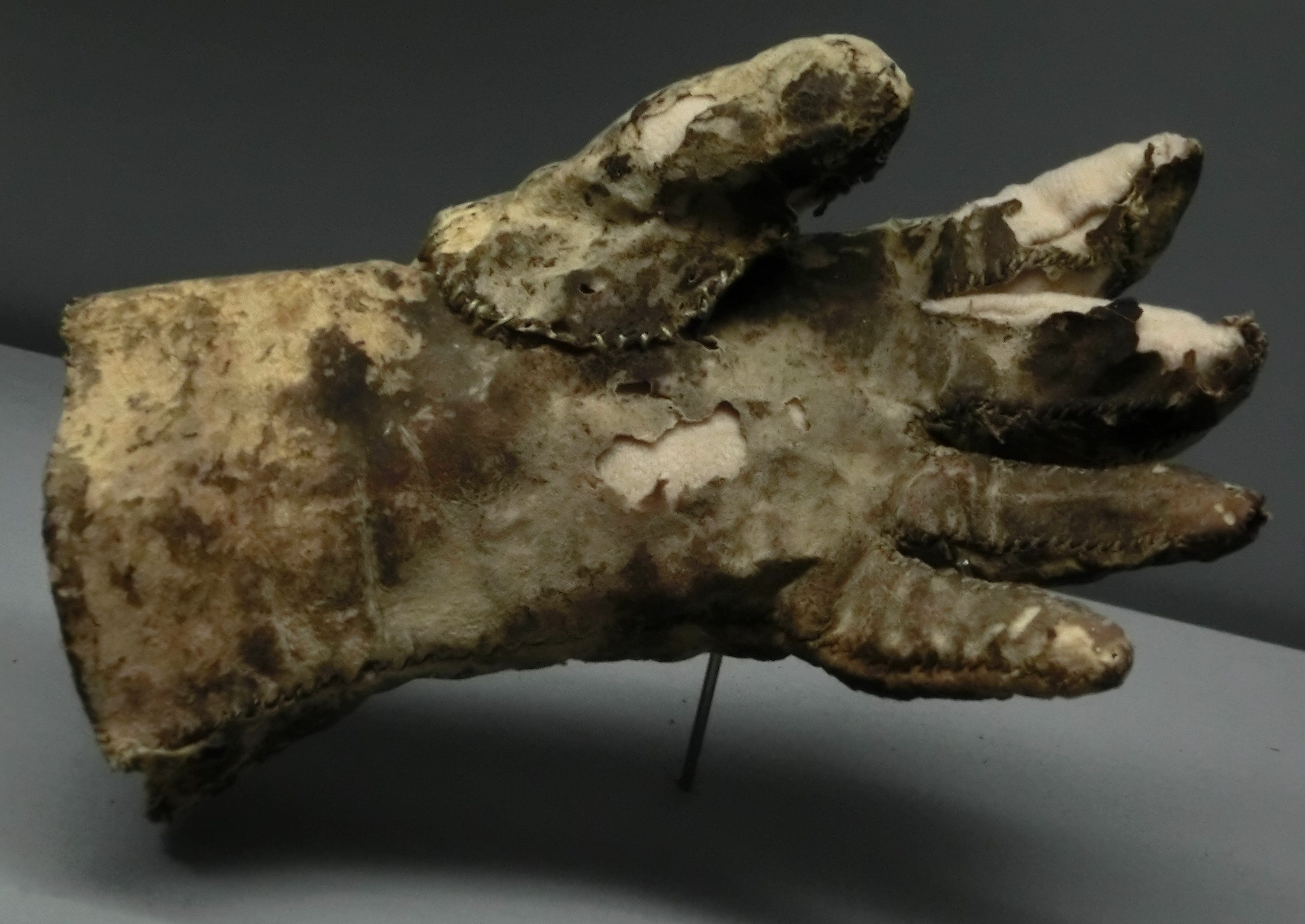
Handschuh aus Ziegenleder (15./16. Jhd.)

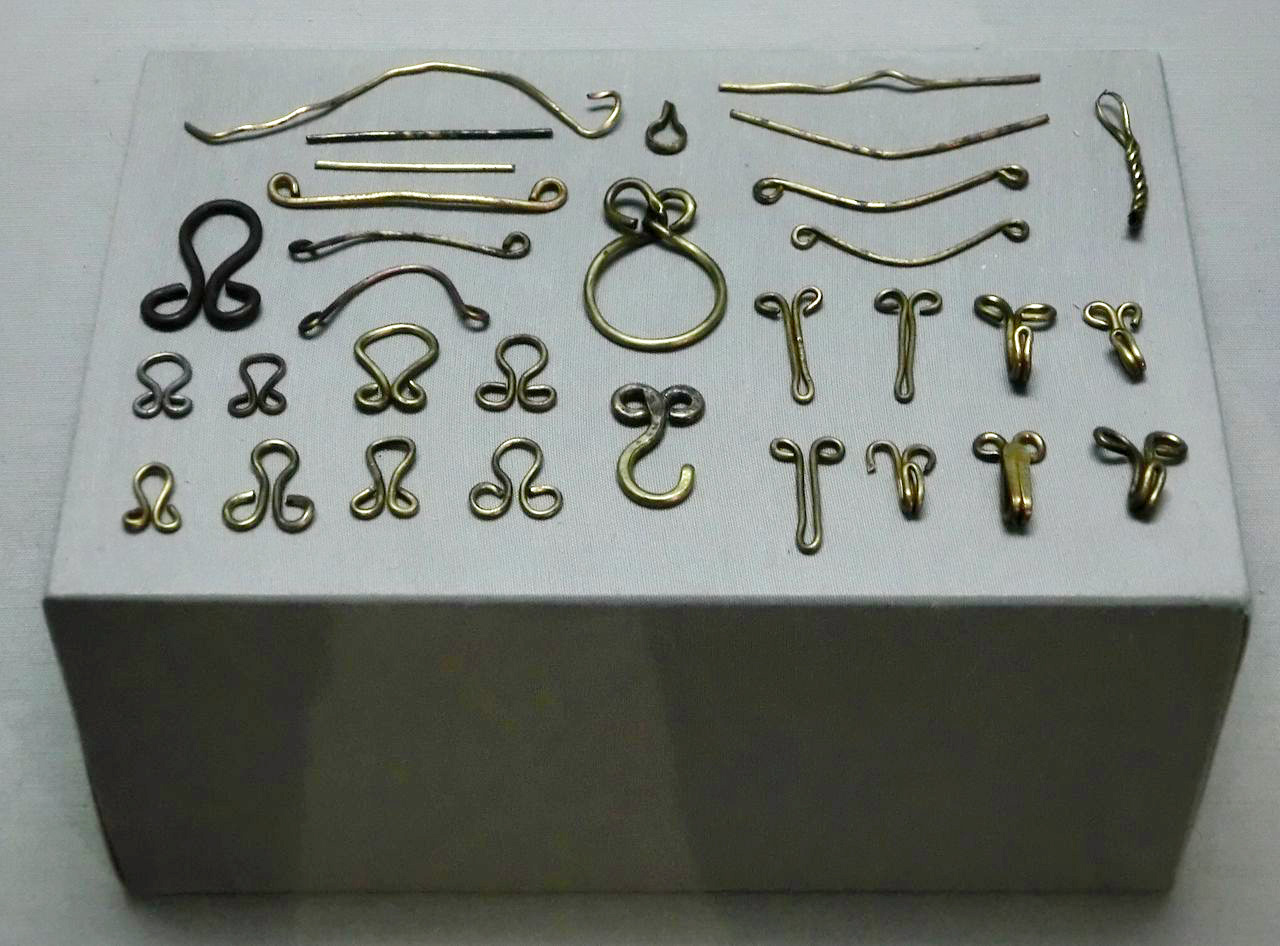
Haken und Ösen (15./16. Jhd.)

### Untersuchung
Im Vorfeld der Sanierung der drei historisch und baugeschichtlich bedeutenden Häuser fanden archäologische Untersuchungen unter den Gebäuden statt, bei denen Spuren der Vorgängerbebauung auf den Grundstücken gefunden wurden.
Europaweit bedeutsam waren aber die Funde aus den bauarchäologischen Untersuchungen der Verfüllungen von Decken und Wänden in allen drei Häusern. Der Großteil der Verfüllungen wurde vor Ort, zum Teil parallel zu den bereits begonnenen Sanierungsarbeiten, durchgesiebt. Die fundträchtigsten Fehlboden- und Wandverfüllungen wurden in Säcken geborgen und im Lauf der nächsten zwei Jahre in einem Depot der Stadt ausgesiebt, so dass auch sehr kleine Funde geborgen werden konnten.
Die wissenschaftliche Erforschung der Mühlberg-Funde wurde von 2000 bis 2003 gefördert von der Deutschen Forschungsgemeinschaft – DFG; das DFG-Projekt, aus dem etliche Publikationen hervorgingen, wurde realisiert von der Stadtarchäologie Kempten, dem Lehrstuhl für Archäologie des Mittelalters und der Neuzeit der Universität Bamberg und dem Lehrstuhl für Geschichte der Universität Konstanz. Die zentralen Fundgruppen Leder und Pelz, Münzen, Holz, Metall und Textil wurden in der eigens gegründeten Reihe „Mühlbergforschungen“ veröffentlicht.

### Funde
Besonders die Verfüllung der Stubendecke in Haus Nr. 8 erwies sich als archäologische Sensation: Eingebettet in Dinkelspelzen fanden sich unzählige Teile von Alltagsgegenständen aus dem 14. bis 16. Jahrhundert. Besonders die Objekte aus organischen Materialien wie Holz, Stroh, Leder und Textilien, aber auch Papier und Pergament sind herausragend, weil solche Materialien in der Erde zersetzt werden und daher im üblichen archäologischen Fundgut kaum vorkommen.

### Ausstellungen
Bereits 1998 wurden ausgewählte Funde auf zwei Landesausstellungen des Hauses der Bayerischen Geschichte in Kempten und in Memmingen gezeigt. Ab 1999 wurde im neu eröffneten Allgäu-Museum in Kempten den Mühlberg-Funden eine eigene Abteilung gewidmet. Dort war bis zur Schließung des Hauses Ende 2018 ein Teil der Funde thematisch zusammengefasst in mehreren Vitrinen ausgestellt. Seit Dezember 2019 sind diese Objekte im neuen Kempten-Museum im Zumsteinhaus wieder zu sehen.
Immer wieder werden Funde aus dem Mühlberg-Ensemble in Sonderausstellungen im In- und Ausland ausgeliehen, z. B. für die Niederösterreichische Landesausstellung in Laa an der Thaya 1998 „aufmüpfig und angepasst – Frauenleben in Österreich“, in Herne 2010 für „Aufruhr 1225!“ oder in Regensburg 2014 für die Bayerische Landesausstellung („Ludwig der Bayer – Wir sind Kaiser“).

## Nutzung
Seit der Sanierung wird das Mühlberg-Ensemble von der Diakonie Kempten Allgäu unter der Bezeichnung „Haus Lichtblick“ genutzt; verschiedene karitative Einrichtungen fanden dort eine Heimat.